# Серболужицкий Сокол
Серболужицкий Сокол (в.-луж. Serbski Sokoł) — спортивное товарищество лужицких сербов.

## История
Сербский сокол был основан в 1920 году в Баутцене лужицкими общественными деятелями Германом Шлецем, Марко Смолером и Яном Скалей. Основное внимание уделялось продвижению массового спорта. Целью ассоциации было приобщение сербских детей, подростков и взрослых, к занятию спортом, чтобы внести свой вклад в укрепление национального самосознания. Уже в 1920-х годах активисты Сербского Сокола принимали участие в панславистских Сокольских встречах в Чехословакии и Югославии.
В 1930 году Сербский Сокол был разделен по религиозному признаку на две условные части — на католическое и лютеранское отделения.
Организация действовала до 1933 года, когда была распущена нацистами. В 1949 году правительство ГДР отказалось дать разрешение на возрождение Сербского Сокола.
Деятельность Сербского Сокола была возрождена в 1993 в Горках по инициативе Юрия Френцла, президента команды DJK Sokoł Ralbicy/Hórki. Юрий Френцл был членом довоенной организации Сербского Сокола до 1933 года.

## Гимн Сербского Сокола
Hoj horje serbski Sokole,

Hoj horje, leć na straž!

Nad Błóta, pola, nad hole,

O leć, štož mocy maš!

Přec dale, dale, wyše, słyš,

Nad serbske hory leć,

Hač do mróčeli dorazyš,

Wšěch Serbow k sebi zwjedź.
Hoj, horje, serbski Sokole,

A njewjedra wšě zlem!

O słowjanski ty posole,

Zbudź cyłu serbsku zem'!

Přec dale, dale, wyše, słyš,

A ty so njepodaš!

T z křidłom tam,

my z pažu tu,

Smy młódna naša straž.